# Tony Moran
Tony Moran (Burbank, 14 agosto 1957) è un attore statunitense.
È famoso per aver interpretato, seppur per pochi istanti, Michael Myers senza maschera nel film horror Halloween - La notte delle streghe.

## Biografia
Anthony Moran nacque nel 1957 a Burbank, in California. Ha due fratelli minori: Erin e John.
Ha esordito come attore nel 1978 recitando in due episodi della serie televisiva James. Sempre nello stesso anno ha interpretato, per pochi secondi, il ruolo di Michael Myers senza maschera nel film horror Halloween - La notte delle streghe.
Dopo aver recitato in alcune serie televisive come ad esempio California Fever e CHiPs, ha limitato sempre più la carriera di attore.

## Filmografia
- James, negli episodi "Hunter Country" (1978) e "Knocking Heads" (1978)
- Halloween - La notte delle streghe (Halloween, 1978) - (Michael senza maschera)
- Una famiglia americana (The Waltons), nell'episodio "The Burden" (1979)
- California Fever, nell'episodio "The Girl from Somewhere" (1979)
- CHiPs, nell'episodio "L'indovinello del morto" (1981)
- Halloween: Extended Edition (1981) - Film TV - (Michael senza maschera)
- Halloween II - Il signore della morte (Halloween II) (1981) - Scene di repertorio
- The Lucky Break (2008) - Cortometraggio
- Green Manor, nell'episodio "Pilot" (2011)
- EP: Emerging Past (2011) - Uscito direttamente in home video
- Beg (2011)
- Provoked (2013)
- Halloween: The Night Evil Died (2017) - Fan film cancellato